# Merisali
Merisali är en historisk träbyggnad i Nådendals gamla stad, belägen i det finländska landskapet Egentliga Finland. Byggnaden, som är ritad av arkitekt Waldemar Aspelin, färdigställdes år 1899. Ursprungligen användes Merisali som en del av Nådendals bad, men numera finns det en restaurang i huset.
Merisali utgör en del av Nådendals gamla stads värdefulla byggda kulturmiljö av riksintresse och är därmed skyddad. Byggnaden ägs av Nådendals stad.

## Historia
På platsen där Merisali nu står fanns tidigare en möteslokal för Nådendals badinrättning från 1860-talet. Merisali uppfördes enligt ritningar av Waldemar Aspelin år 1899, och var en plats för badgäster att umgås, läsa tidningar och lyssna på musik. Merisali och det närliggande Nådendals brunnshus är de enda bevarade byggnaderna från den gamla badinrättningen, vilken stängdes 1963. Senare omvandlades Merisali till ett kafé, men i slutet av 1980-talet, när Heikki Routamaa blev den nya ägaren, förvandlades lokalerna till en restaurang.
Byggnaden har behållit sitt ursprungliga utseende både inomhus och utomhus. År 2016 genomfördes en utvidgning av Merisali med nya toaletter och kök. År 2023 påbörjade Nådendals stad en omfattande renovering av Merisali, där byggnaden att utvidgades samtidigt som dess historia beaktades i renoveringsprocessen. Byggnadens grundläggning förnyades helt och dessutom pålades byggnaden. Pålningen var krävande eftersom Merisali är delvis byggd över sjön. Grundrenoveringen kostade 1,5 miljoner euro och blev klar sommaren 2024.

## Bilder

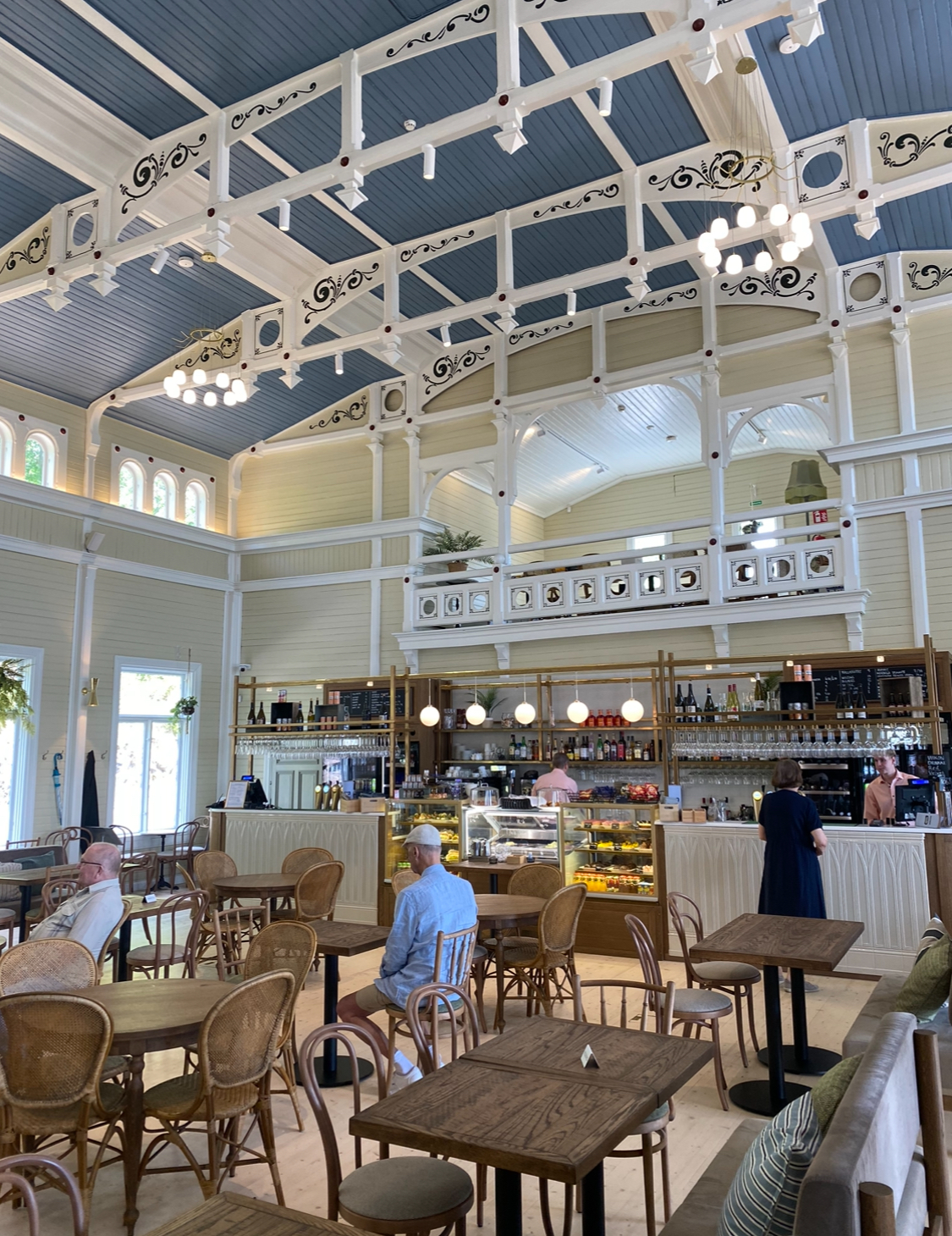
Salen i Merisali i juli 2024.
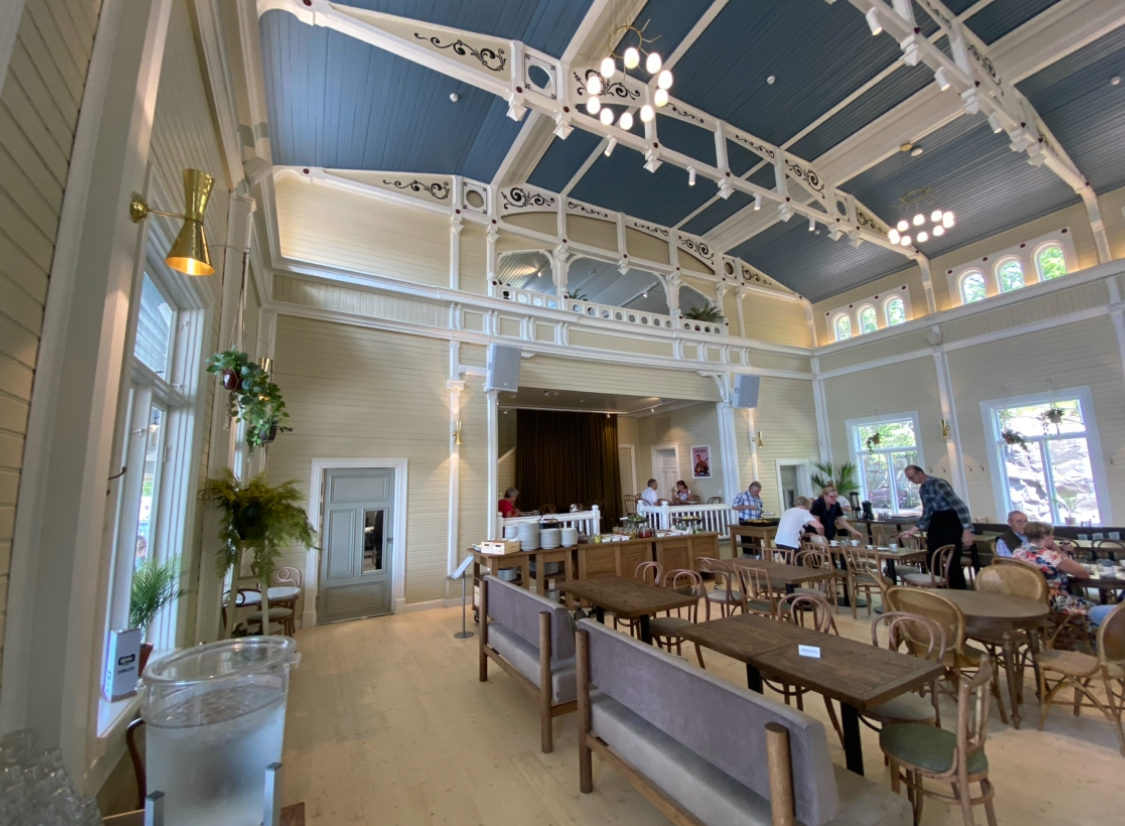
Salen i Merisali i juli 2024.